# 家城巳代治
家城 巳代治（いえき みよじ、1911年9月10日 - 1976年2月22日）は、日本の映画監督、脚本家。

## 生涯
東京都出身。東京府立三中、弘前高等学校を経て、東京帝国大学文学部を卒業後、1940年に松竹大船へ入社する。助監督部で渋谷実の下で働く。渋谷により『激流』（1944年）が着手される直前に召集されたため、家城が代打で初監督を務めた。
戦後は、撮影所に設立された労働組合の委員長に就任して経営側と渡り合ったが、1950年、連合国軍最高司令官総司令部指令によるレッドパージの波が映画界にも及ぶと、松竹の追放者第一陣のリストに名を連ね退社を余儀なくされた。
その後独立プロダクションを支え、以降、『雲ながるる果てに』『ともしび』『異母兄弟』などの名作映画を作り上げ、社会派の映画監督として活躍する一方、草創期のテレビドラマで演出家としても活躍した。
癌のため早世。妻の家城久子（いえき・ひさこ名義もある）は、女優、脚本家、作家。 

## 監督作品

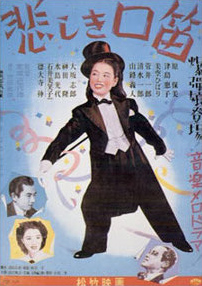
監督した映画「悲しき口笛」（松竹、1949年）ポスター

### 映画
- 激流（1944年）
- 若き日の血は燃えて（1947年）
- 悲しき口笛（1949年）
- 花のおもかげ（1950年）
- 雲ながるる果てに（1953年）
- ともしび（1954年）
- 姉妹（1955年）
- 胸より胸に（1955年）
- こぶしの花の咲くころ（1956年）
- 異母兄弟（1957年）
- 裸の太陽（1958年）
- 素晴らしき娘たち（1959年）
- 弾丸大将（1960年）
- 秘密（1960年）
- 街（1961年）
- 若者たちの夜と昼（1962年）
- みんなわが子（1963年）
- 路傍の石（1964年）
- 逃亡（1965年）
- ひとりっ子（1969年）
- 恋は緑の風の中（1974年）
- わが青春のイレブン（1979年） ※脚本

### テレビ
- 渥美清の泣いてたまるか（脚本・演出、1966年～1967年）
- 第二の結婚（1971年）

## 受賞

### 映画賞
- 異母兄弟（カルロヴィ・ヴァリ国際映画祭グランプリ）
- 裸の太陽（第9回ベルリン国際映画祭青少年向映画賞）